# 勢多型砲艦
勢多型砲艦（せたがたほうかん）は、日本海軍砲艦の艦級。同型艦4隻。

## 計画
八八艦隊完成案 (大正9年度計画) により建造された。
帝国議会に提出された説明書によると、300トンの小型砲艦を4隻建造、予算は1隻で328,350円で総額1,313,400円。
当時、日本海軍の河用砲艦は「伏見」「隅田」「鳥羽」の3隻あったが十分な数ではなく、
一挙に4隻の建造となった。
設計に当たっては各河用砲艦の使用実績を参考にした。
従来の艦は低速で揚子江上流域の三峡の通過が困難だったため、勢多型では速力16ノットが求められた。
また航続距離の延長も要望された。

## 艦型
「鳥羽」をベースに若干大型化し、速力を向上させた艦型になった。
船体は、速力が向上したために艦首にブルワークを設置して乾舷を高くし、同所にフラットを設けた。
艦尾はスクエア・スターンとした。
艤装は、上甲板上にハウスデッキを設け、中央部は機関室、機関室隔壁の前方は艦長室と士官室、後方は准士官、下士官の居住区とした。
ハウスデッキ上、前部に上構 (上部構造物) を更に設けて海図室、無線室とし、その上を操舵室とした。
また後方にも上構を設けて兵員室とした。
煙突2本。
舵は平衡舵3枚。

### 機関
ボイラーはロ号艦本式混焼缶2基を装備した。
圧力15.5kg/cm2の飽和蒸気。
揚子江方面では石炭より重油の方が入手が容易であったため、後に重油専焼に改められたという。
また同方面の夏場には缶室の気温・湿度が著しく上昇するため、この時に通風機械を増設した。
主機は直立3気筒3段レシプロ 2基。
また『日本海軍特務艦船史』(1997)では、直立式2気筒2段膨張レシプロ蒸気機械2基としている。
なお「昭和十三年三月調艦艇要目等一覧表」では3気筒2段レシプロで3軸の記載があるが、3軸は間違い。
推進は2軸で回転数350 rpm、直径1,727 mm、ピッチ1,829 mm。
舵 (3枚) の間の艦底にセレスを設けて推進器を置いた。

### 兵装
1923年 (大正12年) 3月調べの「比良」の兵装は以下の通り (計画または各艦の竣工時と推定される) 。
- 40口径三年式8センチ砲 2門
- 留式7.7mm機銃 6挺
- 探照灯 1基

### 主要要目
表の値は主に「大正十二年三月調艦艇要目等一覧表 その一 軍艦」による「比良」の値 (計画値と思われる) 。
その他の伝えられる数値は以下の通り。
- 『海軍造船技術概要』(1987)p.833 : 公試排水量338.5 t、全長56.0 m、水線長54.8 m、垂線間長54.8 m、水線幅8.24 m、深さ2.130 m、吃水平均1.015 m (計画値)[3]
- 『日本海軍特務艦船史』p.98 : 常備排水量338英トン、垂線間長54.86m、最大幅8.23m、吃水1.02m[4]

## 艦型の変遷
1931年時の兵装は、40口径三年式8センチ高角砲 2門、留式機銃 6艇、探照灯 1基。
上海事変 (1932年) 後に高角砲に防楯を装備した他、13ミリ連装機銃1艇の装備した。
また艦橋構造は周囲に固定壁を設置、戦訓により防弾板が装着された。
1938年時の兵装は、三年式8センチ高角砲 2門、保式13ミリ機銃 2艇、留式7.7mm機銃 6艇、一一式軽機銃 1艇、探照灯 1基。
大戦中の「勢多」は煙突を低めて、通風筒の形状が変更されている。
1943年 (昭和18年) 夏の「保津」の機銃装備は、煙突後方の前部機銃座に7.7mm単装機銃2艇、後部機銃座に13ミリ連装機銃1基、操舵室上に13ミリ単装機銃1艇の装備が確認される。

### 塗装
- 竣工時の遣外艦隊の標準塗装は船体が白色で上構が淡黄色[4]。
- 1931年 (昭和6年) に全て白色に変更した[4](煙突頂部などを除く)。
- 1943年 (昭和18年) 初夏に対空艤装のために塗装を濃灰色から黄褐色に変更した[13]。

## 運用
製造は国内の播磨造船と三菱神戸が2隻ずつ担当し、中国へ分解輸送、現地で組み立てた。
竣工時から排水量が計画より超過しており、その後も排水量増大による吃水の増加にあった。
その他の使用実績は良好で、揚子江流域の警備艦の中堅として長年活動した。
各艦上海事変、日中戦争などに従軍し、太平洋戦争の末期に3隻が対空戦闘で被爆、大破した。

## 同型艦
保津を除いた三隻は近江八景から名付けられている。
- 勢多（せた）
  - 1922年4月29日 播磨造船にて起工
  - 1923年1月25日 上海東華造船会社で組み立て
  - 1923年6月30日 進水
  - 1923年10月6日 竣工
  - 上海で終戦。中国軍が接収、「長徳」と改名
  - 1945年9月30日 除籍
- 保津（ほづ）
  - 1921年8月15日 三菱神戸造船所にて起工
  - 1922年4月17日 揚子機器有限公司で組み立て
  - 1923年4月19日 進水
  - 1923年11月7日 竣工
  - 1944年11月26日 安慶にて敵機の攻撃を受けて大破かく座
  - 1945年5月10日 除籍
- 比良（ひら）
  - 1921年8月15日 三菱神戸造船所にて起工
  - 1922年4月17日 揚子機器有限公司で組み立て
  - 1923年3月24日 進水
  - 1923年8月24日 竣工
  - 1944年11月26日 安慶にて敵機の攻撃を受けて大破
  - 1945年9月30日 除籍
- 堅田（かたた[14]）
  - 1922年4月29日 播磨造船にて起工
  - 1923年1月25日 上海東華造船会社で組み立て
  - 1923年7月16日 進水
  - 1923年10月20日 竣工
  - 1945年4月2日 上海にて敵機の攻撃を受けて大破かく座
  - 1945年5月3日 除籍